# Francis Biddle

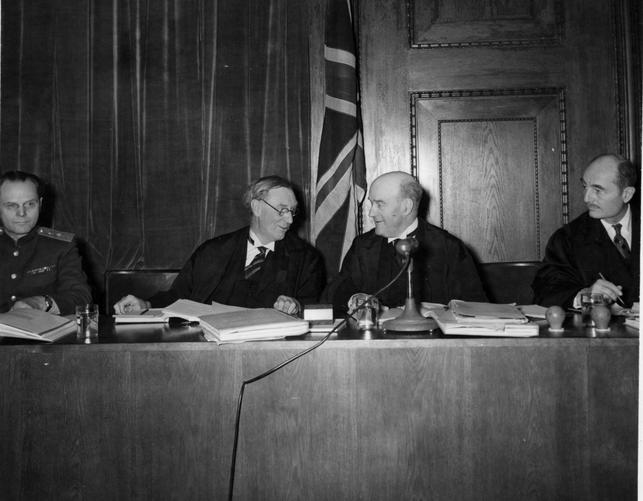
Nürnbergprocessen: Iona Nikitchenko, Norman Birkett, Geoffrey Lawrence, Francis Biddle

Francis Beverley Biddle, född 9 maj 1886 i Paris, Frankrike, död 4 oktober 1968 i Wellfleet, Massachusetts, var amerikansk justitieminister under andra världskriget och domare i Nürnbergprocessen.
Biddles far Algernon Biddle var juridikprofessor vid University of Pennsylvania. En av Biddles anfäder var USA:s allra första justitieminister Edmund Randolph.
Han studerade vid Harvard University och arbetade som privatsekreterare för Oliver Wendell Holmes, Jr. som var domare i USA:s högsta domstol. 1912 var Biddle anhängare av ex-presidenten Theodore Roosevelt som hade lämnat det republikanska partiet för att kandidera för det progressiva partiet, s.k. Bull Moose Party.
Biddle tjänstgjorde som USA:s justitieminister 1941-1945 under president Franklin D. Roosevelt. 1941 beordrade Biddle FBI att anhålla fiendens medborgare i USA, något som följdes av president Roosevelts order om interneringsläger för japaner.
På begäran av president Harry S. Truman avgick Biddle som justitieminister efter Franklin D. Roosevelts död. Därefter utnämnde Truman Biddle som domare i Nürnbergprocessen.
Biddle skrev bland annat två memoarböcker och en biografi över Oliver Wendell Holmes, Jr., Mr. Justice Holmes. 1949 utkom Biddles bok The World's Best Hope som begrundade USA:s roll i världen efter andra världskriget.